# شجاع نشاط
شجاع نشاط ممثل سعودي، ولد في 21 يناير من عام 1988م. بدأ تجربته الفنية من مسرح جامعة الملك سعود ثم شارك في كثير من الأعمال في المسرح والسينما والتلفزيون، من بينها مسرحية (الهاربون)، ومسلسل (بدون فلتر)، وفيلم (المسافة صفر).

## التعليم
- حاصل على درجة البكالوريوس من قسم الإعلام تخصص إذاعة وتلفزيون من جامعة الملك سعود.[2]

## الأعمال

### أفلام
- المغادرون (2017).[4]
- لا أستطيع تقبيل وجهي (2018).[5]
- المسافة صفر (2019).
- آخر زيارة (2020).

### مسلسلات
- أنا آسف (2011).[6]
- مسلسل حربش بربش (2014).
- 42 يوم (2016).
- المدينة الفاصلة (2017).
- بدون فلتر (2018).
- بدون فلتر 2 (2019).
- العاصوف (2019).
- سريع سريع (2019).
- أم القلايد (2020).[7]
- خريص (2020).[8]
- إسعاف (2021).
- منهو ولدنا 2 (2023).

### مسرحيات
- العكاظيون الجدد (2012).[9]
- البلطجيون (2013).[10]
- على وين.[11]
- عندما يكتب البطل هزيمته (2015).[12]
- الهاربون (2019).[13]

## جوائز
- حاصل على المركز الأول في التمثيل على مستوى جامعات دول مجلس التعاون الخليجي في مهرجان مسرح الجامعات في البحرين عام 2010م.[2]
- حاصل على جائزة الممثل المميز في مسابقة (مسرح شباب الرياض) التي أقامتها الجمعية العربية السعودية للثقافة والفنون عام 2018م،[14] وذلك عن دوره في مسرحية (استراحة العيال).[15]